# Locustella chengi
Locustella chengi (лат.) — вид птиц из семейства сверчковые. Назван в честь видного китайского орнитолога и основателя Пекинского музея естественной истории Чена Цо-Шина (郑作新, 1906—1998). Обитают в Китае. Предпочитают высоты ниже 7500 футов.

## Описание
Относительно небольшие птицы длиной в среднем 13 см и весом 10 г. Оперение в целом серовато-коричневое.
МСОП присвоил виду охранный статус LC.

## Таксономия
От Locustella mandelli представители вида отличаются оперением и песнями. Однако 850 000 лет назад у этих видов был общий предок.